# Seznam belgijskih fizikov
Seznam belgijskih fizikov.

## A
- Diederik Aerts (1953 –)
- Francois d'Aguilon (1567 – 1617)

## B
- Jean Bricmont (1952 –)
- Robert Brout (1928 – 2011)

## C
- Max Cosyns (1906 – 1998)

## D
- Ingrid Daubechies (1954 –)
- César-Mansuète Despretz (1791 – 1863)
- Théophile Ernest de Donder (1872 – 1957)
- Pol Duwez (1907 – 1984)

## E
- François Englert (1932 –)  2013

## G
- Zénobe Gramme (1826 – 1901)

## H
- Marc Henneaux (1955 –)

## L
- Paul Ledoux (1914 – 1988)

## P
- Joseph Plateau (1801 – 1883)
- Ilya Prigogine (1917 – 2003)  1977

## R
- Léon Rosenfeld (1904 – 1974)
- David Ruelle (1935 –)

## V
- Léon Van Hove (1924 – 1990)